# Musei
Musei é uma comuna italiana da região da Sardenha, província da Sardenha do Sul, com cerca de 1.505 habitantes. Estende-se por uma área de 20 km², tendo uma densidade populacional de 75 hab/km². Faz fronteira com Domusnovas, Iglesias, Siliqua, Villamassargia.

## Demografia
| Variação demográfica do município entre 1861 e 2011                               |
|                                                                                   |
| Fonte: Istituto Nazionale di Statistica (ISTAT) - Elaboração gráfica da Wikipedia |